# 중세 몽골 부족
몽골 부족(Mongol Tribes)이란 1206년 징기스 칸이 몽골 고원을 통일하여 몽골 제국을 건국하기 직전까전 몽골 고원에 존재했던 여러 부족군장국가들을 가리키는 포괄적 명칭이다. 보돈차르 문카그의 후예인 19개 유연계 부족(이하 N으로 표시)이 있었으며 보돈차르의 후예가 아닌 18개 다를리긴 부족(이하 D로 표시)이 있었다. 칭기스 칸의 통일 이후에야 "몽골족"이라는 하나의 민족 정체성이 생겨날 수 있었으며, 세계 역사는 중세에서 근세로 넘어오게 된다.
몽골의 부족국가들은 여러 씨족들의 연맹으로서 존재하였으며, 이하 목록은 그 연맹의 목록이자 각 연맹에 속한 씨족들의 목록이기도 하다.

## 카마그 몽골
- 코리 튀메드: 알룬 구아의 후예 씨족
- 코릴라르: 알룬 구아의 아버지 코릴라다이 머르건의 후예
- 되르벤: 두바 소코르의 후예 씨족 (N)
- 우랑카트: 숲 속에서 도분 머르건을 만나 사슴을 받은 자의 후예
- 마알리크 바야우트: 도분의 하인의 씨족 (D)
- 자르치우트 아당칸: 알룬 구아의 다섯 아들들(벨구노타이, 부구노타이, 부쿠카타이, 부카투살지, 본도차르)이 정복한 우랑카이계 씨족 (D)
- 벨귀누드: 벨구노타이의 후예 씨족.
- 뷔귀누드: 부구노타이의 후예 씨족.
- 카타긴: 부카카타기의 후예 씨족 (N)
- 얼지건
- 살지우트: 부카투살지의 후예 씨족 (N);
  - 자다란: 보돈차르가 약탈혼한 아내의 장남의 후예 씨족. 자무카의 씨족이다. (N)
  - 바아린: 보돈차르가 약탈혼한 아내와 사이에 낳은 후예 씨족 (N)
  - 마난 바아린: 보돈차르의 아들과 약탈혼한 아내의 자식의 후예 씨족
  - 자뤼우트: 보돈차르가 첩의 사이에 낳은 자식의 후예 씨족
  - 보돈차르와 정실부인 사이의 자식들의 후예 씨족들:
    - 노요콘 (N)
    - 바를라스 (N)
    - 부다아트 (N)
    - 아다르킨 (N)
      - 초노스: 자무카에 의해 왕자 일곱 명이 삶겨 죽은 씨족이다. (N)
      - 텔렝구드

    - 우루우트 (N)
    - 망구드 (N); Mongolian: Mangud
    - 타이치우트 (N)
      - 쉴뒤쉰 (D)
      - '나케드 바아린

    - 베수드 (N)
    - 오로나르
    - 콩코탄
    - 아룰라드
    - 수누드
    - 캅투르카스
    - 거니거스
    - 유르키: 카불 칸의 장남의 후예 씨족
    - 키야트: 예수게이의 씨족. 즉 칭기즈 칸의 출신 씨족이다.
    - 주르킨
      - 카다긴
- 망그할

## 케레이트
네스토리우스파 기독교를 믿은 것으로 유명한 민족이다. 출신 인물 중 저명한 이로는 옹 칸과 소르칵타니 베키가 있다. 몽골 고원의 남쪽을 차지하고 있었으며, 동쪽으로는 타타르와 몽골, 북쪽으로는 메르키트, 서쪽으로는 나이만, 남쪽으로는 서하와 국경을 맞대었다.
- 투멘 투베군
- 동고이드
- 우브치크
- 지르긴
- 옹치지드

## 타타르 연맹
몽골 고원 동남쪽을 차지하고 있었다. 북쪽으로는 몽골 연맹, 서쪽으로는 케레이트, 남쪽으로는 금나라와 국경을 맞대었다. 카마그 몽골의 암바카이 칸을 금나라에 팔아넘겨서 죽게 했기 때문에 몽골 연맹과는 원수지간이었다.
- 아이리우트: 암바카이의 죽음에 관련해 언급되는 씨족.
- 부이리우트: 암바카이의 죽음에 관련해 언급되는 씨족.
- 주이인: 암바카이의 죽음에 관련해 언급되는 씨족, 또는 군사조직
- 차칸 타타르: 타타르 멸망의 대목에서 언급되는 씨족.
- 알치 타타르: 타타르 멸망의 대목에서 언급되는 씨족.
- 투타우트 타타르: 타타르 멸망의 대목에서 언급되는 씨족.
- 알루카이 타타르: 타타르 멸망의 대목에서 언급되는 씨족.
- 타리아트 타타르[5]

## 메르키트 연맹
바이칼 호 남쪽에 위치한 메르키트는 남쪽으로 케레이트, 동쪽으로 몽골과 국경을 맞대었다. 메르키트는 몽골과 대립했으며, 약탈혼을 목적으로 테무진의 아내 보르테를 납치했다. 그 결과 테무진의 보복 공격을 받아 멸망하고 몽골 연맹에 흡수된다(13세기).
- 우두이드
- 우바스
- 카아드

## 나이만
몽골 고원 서남쪽을 차지하고 있었다. 동쪽으로는 케레이트, 북쪽으로는 삼림민, 남쪽으로는 서요와 국경을 맞대었다. 케레이트와 사실상 마찬가지로 네스토리우스파 기독교를 믿었다.
- 구추구우트

## 삼림민
몽골 고원 북부, 시베리아와의 경계의 삼림지역에 살았던 부족들로서, 유목도 하지 않고 수렵채집생활을 하며 살았다.
- 코리 튀메드
- 오이라트
- 부랴트
- 바르쿤
- 우르수우트
- 캅카나스
- 캉카스
- 우리앙카이
- 투바
- 케스디인
- 바야드
- 투카스
- 테늘레그
- 타스
- 바지기드
- 튀메드: 코리 튀메드와 동일
- 바르가

## 같이 보기
- 조복 (민족)
- 실위